# Il Post
Il Post est un quotidien italien en ligne, édité et dirigé depuis 2010 par le journaliste Luca Sofri (it).

## Généralités
Ce journal se lit gratuitement et sans abonnement, il est financé par des annonceurs. À partir de juin 2019, un des abonnement donne droit à un contenu spécial. En décembre 2020, il compte 632 000 visiteurs quotidiens.

## Logo et nom
Le logo du projet se réfère graphiquement à des journaux américains comme le Washington Post, auquel le nom renvoie : le post est un article de journal et désigne aussi un billet de blog.
Sofri présente ce projet comme « un produit élitiste pour le plus grand nombre » .

## Histoire

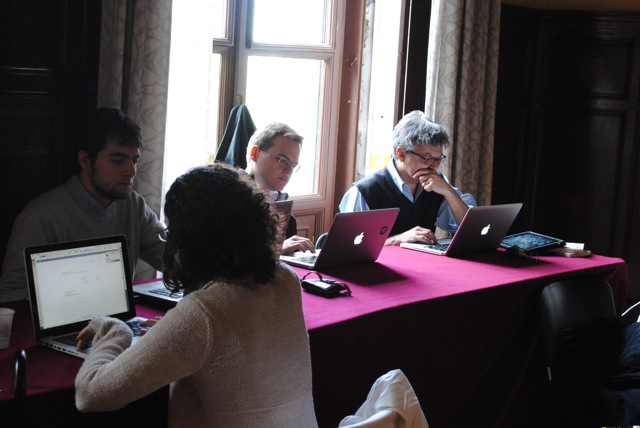
Membres de la rédaction au Festival international du journalisme de Pérouse en 2011.

Inauguré le 19 avril 2010, ce journal est conçu comme un agrégateur de contenus des presses italienne et internationale, sélectionnés et commentés par la rédaction, composée d'une vingtaine de journalistes.
En plus des contenus originaux produits par la même rédaction, il existe des contributions de plusieurs auteurs, comme Massimo Mantellini, Filippo Facci, Ivan Scalfarotto, Giuseppe Civati, Simona Siri, Antonio Dini. Le site héberge des blogs de certains illustrateurs et dessinateurs, dont Makkox, qui a longtemps publié des dessins d'actualité, Gipi ou Stefano Tartarotti. En 2010, il Post remporte un prix : le Ischia Social Network Award pour l'information en ligne, décerné lors du Ischia International Journalism Award.
Depuis mai 2012, c'est le seul journal italien à publier chaque jour des bandes dessinées des Peanuts ; il avait aussi publié des strips de Doonesbury,.
En mai 2013, à la suite d'une recapitalisation pour faire face aux pertes de la société de 360 000 et 480 000 € respectivement en 2011 et 2012, la présidence du conseil d'administration est passée à Paolo Ainio, PDG de Banzai Sp A., qui détient la majorité relative du capital ; la nouvelle a été publiée le 23 juillet par Italia Oggi dans un court article qui rendait également compte de la nouvelle répartition des actions de la société : Banzai 30,53 %, Kme et View different Inc. environ 24 % chacun, Giorgio Gori 10,9 % et Sofri 8 %,. Le lendemain, Paolo Ainio écrit à Italia Oggi, jugeant « romancée » la reconstitution des affaires sociales du Poste faite par le journal, pour préciser qu'à la suite de la réorganisation, tant Banzai que Sofri ont augmenté leurs parts, passant respectivement à 24 %. et 22 %.
En 2015, le journal commence ses contributions au festival du livre de Pescara, sous la direction artistique de Sofri.
Fin mai 2019, il Post introduit un formulaire d'abonnement facultatif avec lequel il est possible de commenter les articles, de ne pas voir la publicité sur le site, d'avoir accès à toutes les newsletters et podcasts (certaines newsletters et podcasts sont également ouverts aux non-abonnés). Cependant, les articles restent gratuits. Fin 2020, les abonnements représentent 40 % des revenus.
Le budget 2020 se clôture avec un actif de 400 000 euros et 659 000 euros en 2021. Le bilan 2022 fait apparaître un bénéfice de 1 676 000 euros.